# Хвірам
Хвірам (пол. Chwiram, нім. Quiram) — село в Польщі, у гміні Валч Валецького повіту Західнопоморського воєводства.
Населення — 809 осіб (2011).
У 1975-1998 роках село належало до Пільського воєводства.

## Демографія
Демографічна структура станом на 31 березня 2011 року:
|          | Загалом | Допрацездатний вік | Працездатний вік | Постпрацездатний вік |
| -------- | ------- | ------------------ | ---------------- | -------------------- |
| Чоловіки | 387     | 87                 | 270              | 30                   |
| Жінки    | 422     | 108                | 259              | 55                   |
| Разом    | 809     | 195                | 529              | 85                   |